# Thorns
Thorns er et norsk black metal-band, dannet i 1989 som en del af den tidlige norske black metal-scene (kendt som "den anden bølge af black metal"). De udgav to meget indflydlsesrige demoer i starten af 1990'erne, Grymyrk og Trøndertun, før bandets frontmand Blackthorn blev arresteret og idømt 8 års fængsel som medskyldig i mordet på Øystein Aarseth, da han havde kørt morderen Varg Vikernes fra Bergen til Aarseths hjem i Oslo. Efter hans løsladelse fortsatte bandet og udgav først et delealbum med Emperor og dernæst deres debutalbum Thorns i 2001.

## Medlemmer
- Blackthorn (Snorre Westvold Ruch) – Guitar, keyboard, programmering
- Jon Wesseltoft – Bas, baritonguitar
- Aldrahn – Vokal
- Christian Broholt – Guitar
- Kenneth Kapstad – Trommer

### Tidligere medlemmer
- Faust (Bård G. Eithun) – Trommer
- Marius Vold – Vokal, bas
- Harald Eilertsen – Bas
- Terje Kråbøl – Trommer
- Satyr – Vokal på Thorns (sessionsmusiker)
- Hellhammer – Trommer på Thorns (sessionsmusiker)

## Diskografi

### Som Stigma Diabolicum
- 1989: Luna De Nocturnus (demo)
- 1990: Lacus De Luna (semi-officiel demo)
- 1990: Live In Stjørdal (semi-officiel live demo)

### Som Thorns
- 1991: Grymyrk (demo)
- 1992: Trøndertun (demo)
- 1992: The Thule Tape - Rehearsal 1991/92 (semi-officiel demo)[kilde mangler]
- 1999: Thorns vs. Emperor (delealbum med Emperor)
- 2001: Thorns
- 2002: Embrace/Fragment (ep)
- 2007: Stigma Diabolicum (opsamlingsalbum)

## Fodnoter
1. ↑  Blackthorn har skrevet tekster og riffs til Satyricon samt hjulpet med produktion
2. ↑  "Thorns" (engelsk). Encyclopaedia Metallum. Hentet 2. februar 2009.